# Liste der Bodendenkmäler in Hausham
Auf dieser Seite sind die Bodendenkmäler in der oberbayerischen Gemeinde Hausham zusammengestellt. Diese Tabelle ist eine Teilliste der Liste der Bodendenkmäler in Bayern. Grundlage ist die Bayerische Denkmalliste, die auf Basis des Bayerischen Denkmalschutzgesetzes vom 1. Oktober 1973 erstmals erstellt wurde und seither durch das Bayerische Landesamt für Denkmalpflege geführt wird. Die folgenden Angaben ersetzen nicht die rechtsverbindliche Auskunft der Denkmalschutzbehörde.

## Bodendenkmäler in Hausham
| Lage                        | Objekt | Akten-Nr.     | Bild           |
| --------------------------- | --- | ------------- | -------------- |
| (Standort)                  | Burgstall des hohen und späten Mittelalters (Burg Poding).                                                                                            | D-1-8236-0002 |                |
| Fehnbachstraße 6 (Standort) | Untertägige mittelalterliche und frühneuzeitliche Befunde im Bereich der katholischen Pfarrkirche St. Agatha in Agatharied und ihrer Vorgängerbauten. | D-1-8236-0033 | weitere Bilder |